# Animatógrafo (revista)
Animatógrafo  foi uma revista publicada em Lisboa, dirigida por António Lopes Ribeiro, cujo tema central era o cinema e seus protagonistas. Rica em imagens, contou com dois períodos de publicação: abril a julho de 1933 e, mais tarde, entre 1940 e 1942 